# Ляшівка
Ля́шівка — село в Україні, у Берестинському районі Харківської області. Населення становить 172 осіб. Орган місцевого самоврядування — Станичненська сільська рада.

## Географія
Село Ляшівка знаходиться біля витоків річок Івани, Грушева і Комишуваха. На відстані до 2-х км розташовані села Гаврилівка, Станичне і Білицківка (зняте з обліку), колишнє село Караванівка. По селу протікає пересихаючий струмок з загатою. Поруч проходить автомобільна дорога Р51.

## Населення

### Мова
Розподіл населення за рідною мовою за даними перепису 2001 року:
| Мова       | Кількість | Відсоток |
| ---------- | --------- | -------- |
| українська | 168       | 97.67%   |
| російська  | 2         | 1.17%    |
| білоруська | 1         | 0.58%    |
| угорська   | 1         | 0.58%    |
| Усього     | 172       | 100%     |